# Alcossido
Un alcossido, o alcolato, è un composto ottenuto per salificazione del gruppo ossidrile di un alcol. Hanno formula generale RO-M+, dove R è un gruppo alchilico. Gli alcossidi sono basi forti, buoni nucleofili e buoni ligandi. 
Questi composti sono instabili nei solventi protici, in quanto si riprotonano formando l'alcol iniziale più il sale derivato dal solvente. Ad esempio, con l'acqua si ha la seguente reazione:
{\displaystyle \mathrm {R{-}O^{-}} +\mathrm {H_{2}O} \longrightarrow \mathrm {R{-}OH} +\mathrm {OH^{-}} }
Tra i loro usi spicca quello in reazioni di sostituzione nucleofila come la reazione di Williamson, in reazioni di eliminazione, e come base per deprotonare composti con idrogeni α acidi che successivamente possono dare reazioni come la condensazione di Claisen.

## Sintesi
Tra le reazioni utilizzate per produrre gli alcossidi, le più comuni sfruttano il carattere debolmente acido dell'idrogeno che costituisce il gruppo -OH. Una di queste sfrutta un metallo alcalino altamente riducente, come il sodio, che produce l'alcossido liberando idrogeno gassoso:
{\displaystyle \mathrm {2R{-}OH} +\mathrm {2Na} \longrightarrow \mathrm {2R{-}O^{-}Na^{+}} +\mathrm {H_{2}} \uparrow }
Un'altra reazione comunemente sfruttata è invece una classica reazione acido-base, solo che in questo caso, dato che gli alcoli sono acidi molto deboli (generalmente più deboli dell'acqua, a eccezione del metanolo), occorre fare ricorso a basi più forti degli idrossidi. A tal proposito risultano utili gli idruri dei metalli alcalini, come NaH, con la base H- in grado di strappare il protone:
{\displaystyle \mathrm {R{-}OH} +\mathrm {NaH} \longrightarrow \mathrm {R{-}O^{-}Na^{+}} +\mathrm {H_{2}} \uparrow }